# 2057
2057 — рік за григоріанським календарем. Це 2057 рік нашої ери, 57 рік 3 тисячоліття, 57 рік XXI століття, 7 рік 6-го десятиліття XXI століття, 8 рік 2050-х років.

## Вигадані події
- Дія фільму Червона планета відбувається в 2057 році.
- Дія фільму Пекло відбувається в 2057 році.
- Дія фільму Сурогати відбувається в 2057 році.